# Dorota Pomykała
Dorota Pomykała (ur. 3 lipca 1956 w Świerklańcu) – polska aktorka filmowa, telewizyjna i teatralna.
Laureatka Orła za najlepszą główną rolę kobiecą w filmie Kobieta na dachu.

## Życiorys
W 1975 ukończyła I Liceum Ogólnokształcące im. Jana Smolenia w Bytomiu. W 1979 ukończyła studia na PWST w Krakowie i w tym samym roku zadebiutowała w wieczorze poetyckim „Jan Kochanowski” w Starym Teatrze w Krakowie.
Występowała w Piwnicy pod Baranami, a także w Teatrze Nowym w Łodzi (1994), Teatrze Rozmaitości (1995), Teatrze im. Stefana Żeromskiego w Kielcach (1999), Teatrze Bagatela (1999–2000, 2002) i Teatrze im. Juliusza Słowackiego (2000). Jest aktorką Starego Teatru w Krakowie.
Od 1992 prowadzi z Danutą Schlette Studio Aktorskie „Art-Play” i dwuletnią Policealną Szkołę Aktorską w Pałacu Młodzieży w Katowicach.

## Filmografia

### Filmy
| Rok  | Tytuł                            | Rola                             | Uwagi |
| ---- | -------------------------------- | -------------------------------- | --- |
| 1978 | Aktorzy prowincjonalni           | młoda aktorka                    | |
| 1978 | Biały mazur                      | młoda dama                       | |
| 1979 | Ojciec królowej                  | Helena Pogorzelska               | |
| 1979 | Terrarium                        | Lucyna, była dziewczyna Michała  | |
| 1980 | Ukryty w słońcu                  | Beata                            | |
| 1981 | Wolny strzelec                   | żona Piotra Wisłockiego          | |
| 1982 | Odwet                            | recepcjonistka w schronisku      | |
| 1982 | Wielki Szu                       | prostytutka Jola                 | |
| 1986 | Weryfikacja                      | Elżbieta, była partnerka Labusa  | |
| 1989 | Chce mi się wyć                  | Marta                            | |
| 1989 | Szklany dom                      | Wanda Barańska, matka Dorotki    | |
| 1991 | Urodziny Kaja                    | Magdalena                        | 1991: Robert dla Najlepszej Aktorki Pierwszoplanowej na Duńskim Festiwalu Filmowym |
| 1993 | Dwa księżyce                     | poetka Klara, mama Piotrusia     | |
| 1993 | Lepiej być piękną i bogatą       | Olga                             | |
| 1994 | Spis cudzołożnic                 | Jola Łukasik                     | |
| 1999 | Królowa aniołów                  | Anna Skłodowska                  | |
| 2002 | Moje miasto                      | matka „Goździka”                 | 2002: nagroda za drugoplanową rolę kobiecą na Festiwalu Polskich Filmów Fabularnych |
| 2005 | Z odzysku                        | matka                            | |
| 2005 | Oda do radości                   | matka Agi                        | |
| 2008 | Senność                          | matka Adama                      | |
| 2008 | Zgorszenie publiczne             | ciocia Luca                      | |
| 2010 | Prymas w Komańczy                | przełożona                       | |
| 2013 | Wybraniec                        | Marta Dobrzańska                 | |
| 2014 | Dzień dobry, kocham cię!         | Zofia Gec, matka Leona           | |
| 2014 | Karolina                         | Halina, przyjaciółka Tadeusza    | |
| 2015 | Zakład doświadczalny Solidarność | kierowniczka Alina J             | |
| 2016 | Bóg w Krakowie                   | kwiaciarka Marysia, ciocia Julki | |
| 2017 | Gotowi na wszystko. Exterminator | matka Marcysia                   | |
| 2018 | Via carpatia                     | matka Piotra                     | |
| 2018 | Autsajder                        | matka Franka                     | |
| 2021 | Jakoś to będzie                  | matka Marcina                    | |
| 2022 | Parada serc                      | pani Basia                       | |
| 2022 | Kobieta na dachu                 | Mira Napieralska                 | 2022: nagroda za najlepszy występ w filmie międzynarodowym na Tribeca Film Festival 2022: nagroda za pierwszoplanową rolę kobiecą na Festiwalu Polskich Filmów Fabularnych 2023: Orzeł za najlepszą główną rolę kobiecą |
| 2023 | Zabij mnie, kochanie             | sprzedawczyni zdrapek            | |
| 2024 | Skarbek                          | babcia Helenka                   | |
| 2025 | Seks dla opornych                | sprzątaczka w hotelu             | |
| 2025 | Zaprawdę, Hitler umarł           |                                  | |

### Seriale
| Rok                  | Tytuł                         | Rola                                                | Uwagi    |
| -------------------- | ----------------------------- | --------------------------------------------------- | -------- |
| 1978                 | Ślad na ziemi                 | gość na przyjęciu złotych godów u Jasparskich       |          |
| 1978                 | Układ krążenia                | Dorota, pomocnica zielarki                          |          |
| 1980                 | Punkt widzenia                | Liliana Ogroszko                                    |          |
| 1980                 | Z biegiem lat, z biegiem dni… | panna Ciuciumkiewiczówna                            |          |
| 1986                 | Blisko, coraz bliżej          | Wanda Pasternik, żona Henryka                       |          |
| 1987                 | Dorastanie                    | Basia, dziewczyna, potem żona Tadeusza Leszkiewicza |          |
| 2000                 | Na dobre i na złe             | Maria Kozłowska                                     | odc. 33  |
| 2001                 | Samo niebo                    | Zofia                                               |          |
| 2005                 | Boża podszewka II             | lekarka w szpitalu psychiatrycznym                  | odc. 15  |
| 2007–2009            | Plebania                      | Grażyna Król, matka księdza Antoniego               |          |
| 2008–2009, 2020–2022 | BrzydUla                      | Alicja Milewska-Cieplak, żona Józefa                |          |
| 2008                 | Apetyt na miłość              | teściowa Joanny                                     | odc. 5   |
| 2009–2019            | Blondynka                     | felczerowa Eleonora Sobierajowa                     |          |
| 2010–2012            | Szpilki na Giewoncie          | Lucyna Skorupa, żona Jędrka Skorupy                 |          |
| 2011                 | Głęboka woda                  | Monika Karcz, córka Heleny                          | odc. 8   |
| 2012                 | Prawo Agaty                   | Elżbieta Karska                                     | odc. 5   |
| 2013–2014            | To nie koniec świata          | Halina, matka Ulki                                  |          |
| 2013                 | Na dobre i na złe             | Krystyna Duda                                       | odc. 523 |
| 2015                 | Nie rób scen                  | Joanna, matka Rafała                                | odc. 3   |
| 2015–2016            | Singielka                     | Sława Nowacka, matka Elki i Natalii                 |          |
| 2018                 | Ojciec Mateusz                | matka Schillera                                     | odc. 254 |
| 2019–2020            | Echo serca                    | Danuta, matka Jana                                  |          |
| 2024                 | Bullshit                      | matka Hanninga                                      |          |
| 2024                 | Powrót do życia               | Anna Dwiernicka                                     |          |
| 2024                 | Lady Love                     | Cecylia Sowa „Cila”                                 |          |
| 2025                 | Tylko jedno spojrzenie        | Alina Adamiuk                                       |          |
| 2025                 | Pan Mama                      |                                                     |          |

## Odznaczenia i nagrody
- 1979: Pierwsze miejsce w Przeglądzie Piosenki Aktorsko-Literackiej
- 1989: Brązowy Krzyż Zasługi[1]
- 2003: nagroda aktorska za rolę Corinne w spektaklu „Na wsi” Martina Crimpa w Teatrze Studio w Warszawie na III Festiwalu Dramaturgii Współczesnej „Rzeczywistość przedstawiona” w Zabrzu
- 2004: nagroda dla Indywidualności Artystycznej Festiwalu – za rolę Corinne, graną gościnnie w przedstawieniu „Na wsi” Martina Crimpa w Teatrze Studio w Warszawie na XXXIX Ogólnopolskim Przeglądzie Teatrów Małych Form „Kontrapunkt” w Szczecinie
- 2005: Honorowe Wyróżnienie Aktorskie na festiwalu „Dwa Teatry” w Sopocie
- 2014: Specjalna Nagroda Aktorska za rolę Polska Mama w przedstawieniu „Bitwa Warszawska 1920” Pawła Demirskiego w reżyserii Moniki Strzępki z Narodowego Starego Teatru im. Heleny Modrzejewskiej w Krakowie na 54. Kaliskich Spotkaniach Teatralnych
- 2023: Nagroda Miasta Krakowa w dziedzinie kultura i sztuka[7]